# Callithea srnkai
Callithea srnkai är en fjärilsart som beskrevs av Eduard Honrath 1884. Callithea srnkai ingår i släktet Callithea och familjen praktfjärilar. Inga underarter finns listade i Catalogue of Life.